# 2020~2025년 H5N1 유행

2023년 3월 기준 고병원성 H5N1 감염과 관련된 가금류 또는 야생 조류의 사망을 보고한 국가
인간에게 고병원성 H5N1 감염 사례가 보고된 국가

2020~2025년 H5N1 발생에 관한 문서이다.
2020년부터 조류 인플루엔자 아형 H5N1이 발생하고 있으며 2024년 5월 기준 모든 대륙에서 사례가 보고되었다. 일부 야생 물새 종은 다양한 종류의 인플루엔자 A 바이러스의 자연적 무증상보균자 역할을 하며, 이는 가금류, 기타 동물을 감염시킬 수 있다. 조류종, 포유류, 인간이 감염된 배설물이나 오염된 물질과 밀접하게 접촉하거나 감염된 새를 먹음으로써 감염될 수 있다. 2023년 말, H5N1이 남극에서 처음으로 발견되면서 지역 전체에 임박한 확산에 대한 우려가 높아졌으며, 이전에 조류 인플루엔자 바이러스에 노출되지 않았던 동물들 사이에서 잠재적으로 "재앙적인 번식 실패"를 초래할 수 있다. 전 세계적으로 발생하는 주요 바이러스는 H5N1 계통군 2.3.4.4b로 분류되지만, 2.3.2.1c와 같은 다른 계통군과의 유전적 다양성으로 인해 이 바이러스는 포유류를 포함한 더 넓은 범위의 종에서 심각한 발병을 일으킬 수 있는 능력이 진화한 것으로 나타났다.
H5-2.3.4.4b 헤마글루티닌 (인플루엔자)(HA) 유전자가 있는 H5N6 및 H5N8 바이러스는 2018~2020년에 전 세계적으로 두드러졌다. 2020년에 이러한 H5-2.3.4.4b 바이러스와 다른 조류 인플루엔자 변종 사이의 재배열(유전적 "교환")으로 인해 H5-2.3.4.4b 유전자를 가진 H5N1 변종이 출현했다. 그 후 바이러스는 유럽 전역으로 퍼져 가을에 그곳에서 발견된 후 아프리카와 아시아로 퍼졌다. 이 바이러스는 전 세계를 여행하면서 계속해서 지역 독감 바이러스와 유전자를 교환한다.